# Максименко Сергій Дмитрович
Сергій Дмитрович Максименко (15 грудня 1941, с. Запруддя, Рокитнянський район Київська область — 27 липня 2025) — український психолог, доктор психологічних наук, професор, дійсний академік-секретар НАПН України. Заслужений діяч науки і техніки України, лаурет Державної премії України в галузі науки і техніки .
Академік Національної академії педагогічних наук України, доктор психологічних наук, професор. Академік-секретар відділення психології, вікової фізіології та дефектології НАПН України. Голова вченої ради, засновник медико-психологічного факультету Національного медичного університету імені О.О. Богомольця. Дійсний член Міжнародної ради психологів (США), іноземний член Російської академії освіти (РАО), дійсний член Європейської академії природничих наук (ФРН, м. Ганновер), дійсний член Міжнародної академії природознавства (ЄС), Дійсний член Європейської академії природознавства (Единбург, Велика Британія); президент Товариства психологів України, почесний президент Української асоціації лікарів-психологів, голова експертної  ради ВАК України з психологічних наук, член науково-методичних рад Головного Управління державної служби України, Державного департаменту України з питань виконання покарань, Державної прикордонної служби України, Міністерства охорони здоров’я України, член експертної ради з гуманітарних і соціальних наук при Державній акредитаційній комісії України.

## Життєпис
Народився 15 грудня 1941 року в с. Запруддя Рокитнянського району Київської області. Закінчив педагогічний факультет Київського державного педагогічного інституту ім. Горького (КДПІ).
Після закінчення ВНЗ протягом 1965-1970 років працював заступником директора з навчально-виховної роботи Дарницького дитячого будинку; у 1970-1973 роках навчався в аспірантурі на кафедрі психології Київського державного педагогічного інституту імені О.М. Горького; упродовж 1973-1975 років працював викладачем на кафедрі психології цього ж вузу.
З липня 1975 року, Максименко С.Д. працював в Інституті психології імені Г.С. Костюка АПН України заступником директора з наукової роботи та завідувачем лабораторії психології навчання. З 1993 р. Сергій Дмитрович – завідувач кафедри педагогіки та психології Національного медичного університету імені О.О. Богомольця.
Починаючи з 1997 року, Максименко С.Д. – директор Інституту психології імені Г.С. Костюка НАПН України. У цьому ж році його призначено академіком-секретарем відділення психології, вікової фізіології та дефектології НАПН України. З 2000 року – декан медико-психологічного факультету Національного медичного університету імені О.О. Богомольця.
Максименко С.Д. – відомий в Україні та за її межами фахівець у галузі практичної психології. Засновник української потужної наукової школи генетичної психології. Всесвітньо відомий науковими розробками з теоретичних проблем розвивального навчання, методологічної рефлексії проблем розвитку у психології, експериментально-генетичних методів вікової та педагогічної психології, наукового обґрунтування створення та запровадження системи підготовки фахівців для галузі охорони здоров’я.
Окрім того, як член Міжнародної ради психологів, Максименко С.Д. був координатором досліджень щодо розробки і використання експериментальних методів у сфері навчання та розвитку особистості. Розробник формувальних і діагностичних методів, включених до Європейського банку дослідницьких процедур з лонгітюдних досліджень при Інституті Макса Планка.
Значних зусиль докладав для презентації української психологічної науки на рівні міжнародної співпраці. У 2015 році академіка Максименка С.Д. було обрано Президентом в Україні міжнародної організації «Глобальний союз науковців за мир» («Global Union of Scientists for Peace»), США.
Під керівництвом Максименка С.Д. захищено близько 200 кандидатських та понад 70 докторських дисертацій. Він є автором першого в Україні підручника «Психологія особистості». Автор понад 800 наукових праць, зокрема 35 підручників для студентів ВНЗ, 36 навчальних посібників, 30 монографій.
Засновник та науковий керівник Кризового центру медико-психологічної допомоги учасниками АТО та членів їхніх сімей.
Помер 27 липня 2025 року.

### Праці
Автор близько 640 наукових праць (у тому числі 27 монографій, 20 підручників і 32 навчальних посібників), серед яких:
- Психолого-педагогічні аспекти формування особистості в навчально-виховному процесі (Київ, 1981);
- Проблеми розвиваючого навчання (Київ, 1997);
- Основи генетичної психології (Київ, 1998);
- Основи загальної психології (Київ, 1998);
- Общая психология: учебник (Москва, 1999);
- Загальна психологія: Навч. посібник (Київ, 2000);
- Генетическая психология (методологическая рефлексия проблем развития в психологии) (М.-К., 2000);
- Загальна психологія: Підручник (Київ, 2000);
- Общая психология: Учебник (М.-К., 2001);
- Розвиток психіки в онтогенезі: В 2-х т. (Київ, 2002);
- Основи військової психології: Підручник (Хмельницький, 2002);
- Експериментальна психологія (дидактичний тезаурус): Навч. посібник (Київ, 2002);
- Психологічні засади взаємозв'язку професійного навчання і розвитку особистості майбутнього фахівця: Навч. посібник (Київ, 2003);
- Загальна психологія: Підручник. — К., 2004; Общая психология: Учеб. пособие (М.-К., 2004).

## Почесні звання, нагороди
- Повний кавалер ордену «За заслуги»:
  - І ступінь (4 жовтня 2015) — за значний особистий внесок у розвиток національної освіти, підготовку кваліфікованих фахівців, багаторічну плідну педагогічну діяльність та високий професіоналізм[4];
  - II ступінь (30 вересня 2011) — за значний особистий внесок у розвиток національної освіти, підготовку кваліфікованих фахівців, багаторічну плідну педагогічну діяльність, високий професіоналізм[5];
  - III ступінь (14 травня 2004) — за вагомі особисті заслуги в розвитку вітчизняної науки, створення національних наукових шкіл, зміцнення науково-технічного потенціалу України та з нагоди Дня науки[6];
- Заслужений діяч науки і техніки України (17 травня 2001) — за вагомі особисті заслуги в розвитку вітчизняної науки, створення національних наукових шкіл, зміцнення науково-технічного потенціалу України[1];
- Державна премія України в галузі науки і техніки 2010 року (спільно з Віктором Васильовичем Клименко) — за цикл наукових праць «Психологічні механізми зародження, становлення, здійснення особистості»[2];
- Орден «Знак Пошани» (1978);
- Медаль «За сумлінну працю» НАПН України, Альберта Швейцера Європейської академії прикордонних наук (ФРН, м. Ганновер, 2008), «За доблесну працю», Григорія Сковороди (2011);
- Почесні грамоти Міністерства освіти, Верховної Ради, Кабінету Міністрів України тощо.